# 宗林寺 (静岡市)
宗林寺（そうりんじ）は、静岡県静岡市葵区沓谷（くつのや）にある日蓮宗の寺院。山号は妙祐山。旧本山は静岡感応寺、脱師法縁。

## 歴史
南北朝時代、京都の大本山妙顕寺3世朗源が、現在の葵区安東付近に光栄山妙福寺を創建。元亀3年（1572年）の三方ヶ原の戦いで戦死した、斉藤六郎左衛門宗林（一説に徳川家康の茶人）の追善のために高藤太郎が再興、この時寺号も現在の名称に改称する。その後府中城の命令により安東から寺町に移転し、明治25年（1892年）隣家火災が類焼し焼失、昭和15年（1940年）静岡大火で焼失、昭和20年（1945年）静岡大空襲でまたも焼失。戦後、市の都市計画により現在地に移転した。

## 歴代住職
- 龍華院朗源
- 常不軽院日真

## 参考資料
- 日蓮宗寺院大鑑編集委員会『宗祖第七百遠忌記念出版 日蓮宗寺院大鑑』 大本山池上本門寺 (1981年)